# Рубіж (Петропавловський район)
Рубіж (рос. Рубеж) — хутір у Петропавловському районі Воронезької області Російської Федерації.
Населення становить 1 особу. Входить до складу муніципального утворення Новолиманське сільське поселення.

## Історія
Населений пункт розташований у межах суцільної української етнічної території, частини Східної Слобожанщини. До Перших визвольних змагань належав до Воронезької губернії.
Згідно із законом від 15 жовтня 2004 року входить до складу муніципального утворення Новолиманське сільське поселення.

## Населення
| 2010 |
| ---- |
| 1    |